# 企業情報学
企業情報学（きぎょうじょうほうがく）とは比較的新たな学問の一つであり、現代社会に広く多く行き渡っている企業に関する事柄をはじめとした情報を正確に判断することにより現在の企業が置かれている状況を的確に認知し、企業が抱えている問題点を発見し、その問題点に対する的確な対処策を編み出すなどといった形で社会に貢献することを目的としている。
企業情報学を教育研究することを目的として企業情報学部、企業情報学科を設置している大学が存在する。